# Champ-Car-Saison 2004
Die Champ-Car-Saison 2004 war die 26. Saison der amerikanischen Champ-Car-Rennserie und die 83. Meisterschaftssaison im US-amerikanischen Formelsport.

## Hintergrund
Nach der Insolvenz von CART führte die Open Wheel Racing Series (OWRS) die Serie fort. Die Teameigner Paul Gentilozzi, Kevin Kalkhoven und Gerald Forsythe übernahm die finanzielle Verantwortung. Ein Angebot von IndyCar-Besitzer Tony George zur Übernahme wurde abgelehnt.
Alle Teams benutzten Cosworth-2,65-Liter-V8-Turbo-Motoren, Bridgestone stellte die Reifen zur Verfügung.
Das neu eingeführte Push-to-pass-System erlaubte den Fahrern per Knopfdruck für insgesamt 60 Sekunden mehr Leistung abzurufen während eines Rennens.

## Saisonverlauf
Das Auftaktrennen fand vom 16. bis 18. April in Long Beach (USA) statt, das Finale war vom 5. bis 7. November 2004 in Mexiko-Stadt.
Sébastien Bourdais gewann den Fahrer-Meistertitel und A. J. Allmendinger war „Rookie of the Year“ geworden.
Das Indianapolis-500-Rennen gehörte nicht zur Champ-Car-Saison, es wurde im Rahmen der IndyCar Series ausgetragen.

## Teams und Fahrer
| Team                         | Nr. | Fahrer               | Chassis                 | Rennen   |
| ---------------------------- | --- | -------------------- | ----------------------- | -------- |
| Forsythe Championship Racing | 1   | Paul Tracy           | Lola B02/00             | 1–14     |
| Forsythe Championship Racing | 3   | Rodolfo Lavín        | Lola B02/00             | 1–14     |
| Forsythe Championship Racing | 7   | Patrick Carpentier   | Lola B02/00             | 1–14     |
| Newman/Haas Racing           | 2   | Sébastien Bourdais   | Lola B02/00             | 1–14     |
| Newman/Haas Racing           | 6   | Bruno Junqueira      | Lola B02/00             | 1–14     |
| Herdez Competition           | 4   | Ryan Hunter-Reay     | Lola B02/00             | 1–14     |
| Herdez Competition           | 55  | Mario Domínguez      | Lola B02/00             | 1–14     |
| Walker Racing                | 5   | Mario Haberfeld      | Reynard 02I             | 1–14     |
| Walker Racing                | 15  | David Besnard        | Reynard 02I             | 13       |
| Walker Racing                | 15  | Michael Valiante     | Reynard 02I             | 14       |
| Rocketsports Racing          | 8   | Alex Tagliani        | Lola B02/00             | 1–14     |
| Rocketsports Racing          | 17  | Nelson Philippe      | Lola B02/00             | 1–5      |
| Rocketsports Racing          | 17  | Memo Gidley          | Lola B02/00             | 6, 7     |
| Rocketsports Racing          | 17  | Guy Smith            | Lola B02/00             | 8–14     |
| RuSPORT                      | 9   | Michel Jourdain jr.  | Lola B02/00             | 1–14     |
| RuSPORT                      | 10  | A. J. Allmendinger   | Lola B02/00             | 1–14     |
| PKV Racing                   | 12  | Jimmy Vasser         | Lola B02/00             | 1–14     |
| PKV Racing                   | 21  | Roberto González jr. | Lola B02/00             | 1–14     |
| Mi-Jack Conquest Racing      | 14  | Alex Sperafico       | Reynard 02I Lola B02/00 | 1–8      |
| Mi-Jack Conquest Racing      | 14  | Nelson Philippe      | Reynard 02I Lola B02/00 | 9–14     |
| Mi-Jack Conquest Racing      | 34  | Justin Wilson        | Reynard 02I Lola B02/00 | 1–14     |
| Dale Coyne Racing            | 11  | Oriol Servià         | Lola B02/00             | 1–14     |
| Dale Coyne Racing            | 19  | Tarso Marques        | Lola B02/00             | 1, 2, 14 |
| Dale Coyne Racing            | 19  | Gastón Mazzacane     | Lola B02/00             | 3–12     |
| Dale Coyne Racing            | 19  | Jarek Janiš          | Lola B02/00             | 13       |

## Statistik

### Rennergebnisse
| Nr. | Datum         | Veranstaltung (Rennstrecke)                                                   | Distanz (Meilen) | Gewinner           | Zweiter             | Dritter             |
| --- | ------------- | ----------------------------------------------------------------------------- | ---------------- | ------------------ | ------------------- | ------------------- |
| 1   | 18. April     | Toyota Grand Prix of Long Beach (Long Beach Grand Prix Circuit) (T)           | 159,408          | Paul Tracy         | Bruno Junqueira     | Sébastien Bourdais  |
| 2   | 23. Mai       | Tecate/Telmex Monterrey Grand Prix (Parque Fundidora) (T)                     | 151,488          | Sébastien Bourdais | Bruno Junqueira     | Mario Domínguez     |
| 3   | 5. Juni       | Time Warner Cable Roadrunner 250 (The Milwaukee Mile) (O)                     | 258,000          | Ryan Hunter-Reay   | Patrick Carpentier  | Michel Jourdain Jr. |
| 4   | 20. Juni      | Champ Car Grand Prix of Portland (Portland International Raceway) (P)         | 185,086          | Sébastien Bourdais | Bruno Junqueira     | Paul Tracy          |
| 5   | 3. Juli       | Champ Car Grand Prix von Cleveland (Cleveland Street Course) (F)              | 204,282          | Sébastien Bourdais | Bruno Junqueira     | Alex Tagliani       |
| 6   | 11. Juli      | Molson Indy Toronto (Exhibition Place) (T)                                    | 147,42           | Sébastien Bourdais | Jimmy Vasser        | Patrick Carpentier  |
| 7   | 25. Juli      | Molson Indy Vancouver (Concord Pacific Place) (T)                             | 151,385          | Paul Tracy         | Michel Jourdain Jr. | A. J. Allmendinger  |
| 8   | 8. August     | Champ Car Grand Prix of Road America (Road America) (P)                       | 194,304          | Alex Tagliani      | Rodolfo Lavín       | Sébastien Bourdais  |
| 9   | 15. August    | Centrix Financial Grand Prix of Denver (Streets of Denver (Pepsi Center)) (T) | 149,13           | Sébastien Bourdais | Paul Tracy          | Bruno Junqueira     |
| 10  | 29. August    | Molson Indy Montréal (Circuit Gilles Villeneuve) (T)                          | 186,921          | Bruno Junqueira    | Patrick Carpentier  | Mario Domínguez     |
| 11  | 12. September | Bridgestone Grand Prix of Monterey (Laguna Seca) (P)                          | 176,802          | Patrick Carpentier | Bruno Junqueira     | Oriol Servià        |
| 12  | 26. September | Bridgestone 400 (Las Vegas Motor Speedway) (O)                                | 249,000          | Sébastien Bourdais | Bruno Junqueira     | Patrick Carpentier  |
| 13  | 24. Oktober   | Lexmark Indy 300 (Surfers Paradise Street Circuit) (T)                        | 159,315          | Bruno Junqueira    | Sebastien Bourdais  | Mario Domínguez     |
| 14  | 7. November   | Gran Premio Telmex/Tecate (Autódromo Hermanos Rodríguez) (P)                  | 175,518          | Sébastien Bourdais | Bruno Junqueira     | A. J. Allmendinger  |

- Erklärung: O: Ovalkurs, T: temporäre Rennstrecke (Stadtkurs), P: permanente Rennstrecke, F: Flugplatzkurs

### Fahrer-Meisterschaft
| Pos. | Fahrer                   | Pt. |
| ---- | ------------------------ | --- |
| 1.   | Sébastien Bourdais       | 369 |
| 2.   | Bruno Junqueira          | 341 |
| 3.   | Patrick Carpentier       | 266 |
| 4.   | Paul Tracy               | 254 |
| 5.   | Mario Domínguez          | 244 |
| 6.   | A. J. Allmendinger (R)   | 229 |
| 7.   | Alex Tagliani            | 218 |
| 8.   | Jimmy Vasser             | 201 |
| 9.   | Ryan Hunter-Reay         | 199 |
| 10.  | Oriol Servià             | 199 |
| 11.  | Justin Wilson (R)        | 188 |
| 12.  | Michel Jourdain Jr.      | 185 |
| 13.  | Mario Haberfeld          | 157 |
| 14.  | Rodolfo Lavín            | 156 |
| 15.  | Roberto González Jr. (R) | 136 |
| 16.  | Nelson Philippe (R)      | 89  |
| 17.  | Gastón Mazzacane (R)     | 73  |
| 18.  | Guy Smith (R)            | 53  |
| 19.  | Alex Sperafico (R)       | 47  |
| 20.  | David Besnard (R)        | 18  |
| 21.  | Memo Gidley              | 15  |
| 22.  | Tarso Marques            | 9   |
| 23.  | Michael Valiante (R)     | 7   |
| 24.  | Jarek Janis (R)          | 3   |

(R) Rookie